# Alina Eremia
Alina Eremia (Buftea, 15 december 1993) is een Roemeense zangeres.
Ze werd bekend door haar overwinning tijdens de Roemeense nationale preselectie voor het Junior Eurovisiesongfestival in 2005. Ze versloeg in die finale negentien andere kandidaten. Aldus mocht zij met het nummer Ţurai Roemenië vertegenwoordigen op het Junior Eurovisiesongfestival 2005 in de Belgische stad Hasselt.
In Hasselt was Alina een van de topfavorieten, maar ze kon niet met de zegepalm huiswaarts keren. Ze eindigde op de vijfde plek, met 89 punten.